# ميليسا ستارك
ميليسا ستارك (بالإنجليزية: Melissa Stark)‏ هي معلقة رياضية أمريكية، ولدت في 11 نوفمبر 1973 في بالتيمور في الولايات المتحدة.

## وصلات خارجية
- ميليسا ستارك على موقع IMDb (الإنجليزية)